# Ariadna maderiana
Ariadna maderiana là một loài nhện trong họ Segestriidae.
Loài này thuộc chi Ariadna. Ariadna maderiana được C. Warburton miêu tả năm 1892.